# Dzitiná
Dzitiná es una población del municipio de Acanceh en el estado de Yucatán, México.

## Toponimia
El nombre (Dzitiná) proviene del idioma maya.

## Hechos históricos
- En 1921 cambia su nombre de Dzitiná a San Francisco Dzitiná.
- En 1995 cambia a Dzitiná.

## Demografía
Según el censo de 2005 realizado por el INEGI, la población de la localidad era de 77 habitantes, de los cuales 40 eran hombres y 37 eran mujeres.
| 78                          | 84 | 61 | 62 | 53 | 35 | 39 | 63 | ? | ? | 70 | 82 | 77 |
| (Fuente: INEGI [Consultar]) |    |    |    |    |    |    |    |   |   |    |    |    |